# Amphoe Bang Rakam
Amphoe Bang Rakam (thailändisch อำเภอ บางระกำ) ist ein Landkreis (Amphoe – Verwaltungs-Distrikt) in der Provinz Phitsanulok. Die Provinz Phitsanulok liegt in der Nordregion von Thailand.

## Geographie
Benachbarte Amphoe sind von Norden aus gesehen: Phrom Phiram, Phitsanulok und Bang Krathum in der Provinz Phitsanulok, Sam Ngam und Wachirabarami in der Provinz Phichit, Lan Krabue in der Provinz Kamphaeng Phet sowie Khiri Mat und Kong Krailat in der Provinz Sukhothai.
Wichtige Wasserquellen sind der Mae Nam Yom (Yom-Fluss) und der Khlong Bang Kaeo (Bang-Kaeo-Kanal).

## Geschichte
Bang Rakam wurde am 10. Dezember 1905 unter dem Namen Chumsaeng (Thai: ชุมแสง) errichtet. Khun Phadet Prachadun war der erste Vorsitzende der Amphoe. Später ordnete König Vajiravudh (Rama VI.) an, dass der Name des Kreises dem des zentralen Tambon entsprechen solle. Deshalb änderte man am 24. April 1917 den Namen zu Bang Rakam.

## Wirtschaft
In Bang Rakam befindet sich die Mechanisch-biologische Abfallbehandlungsanlage der Provinz Phitsanulok.

## Verwaltung

### Provinzverwaltung
Amphoe Bang Rakam ist unterteilt in elf Gemeinden (Tambon), die weiter in 135 Dorfgemeinschaften (Muban) gegliedert sind.
| Nr. | Name                | Thai        | Muban | Einw.  |
| --- | ------------------- | ----------- | ----- | ------ |
| 01. | Bang Rakam          | บางระกำ     | 17    | 19.162 |
| 02. | Plak Raet           | ปลักแรด      | 10    | 08.141 |
| 03. | Phan Sao            | พันเสา       | 11    | 06.112 |
| 04. | Wang I Thok         | วังอิทก       | 10    | 04.485 |
| 05. | Bueng Kok           | บึงกอก       | 11    | 09.345 |
| 06. | Nong Kula           | หนองกุลา     | 21    | 14.309 |
| 07. | Chumsaeng Songkhram | ชุมแสงสงคราม | 11    | 07.816 |
| 08. | Nikhom Phatthana    | นิคมพัฒนา     | 12    | 08.200 |
| 09. | Bo Thong            | บ่อทอง       | 10    | 04.385 |
| 10. | Tha Nangngam        | ท่านางงาม    | 12    | 05.634 |
| 11. | Khui Muang          | คุยม่วง       | 10    | 06.989 |

### Lokalverwaltung
Es gibt fünf Kleinstädte (Thesaban Tambon) im Landkreis:
- Bang Rakam (เทศบาลตำบลบางระกำ) besteht aus Teilen des gleichnamigen Tambon,
- Plak Raet (เทศบาลตำบลปลักแรด) besteht aus Teilen des gleichnamigen Tambon,
- Phan Sao (เทศบาลตำบลพันเสา) besteht aus dem gesamten Tambon Phan Sao,
- Bueng Raman (เทศบาลตำบลบึงระมาณ) besteht aus weiteren Teilen des Tambon Plak Raet,
- Bang Rakam Mueang Mai (เทศบาลตำบลบางระกำเมืองใหม่) besteht aus weiteren Teilen des Tambon Bang Rakam.

Weiterhin gibt es acht „Tambon Administrative Organizations“ (TAO, องค์การบริหารส่วนตำบล – Verwaltungs-Organisationen) für die Tambon im Landkreis, die zu keiner Stadt gehören.